# هدن، نیوجرسی
هدن (به انگلیسی: Haddon Township) شهری در ایالت نیوجرسی کشور ایالات متحده آمریکا است که جمعیت آن در سرشماری سال ۲۰۱۰ میلادی، ۱۴٬۷۰۷ نفر بوده‌است.